# Diecezja tyniecka
Diecezja tyniecka – historyczna diecezja Kościoła rzymskokatolickiego. Istniała w latach 1821–1826.
Plany powołania nowej diecezji pojawiły się po Kongresie Wiedeńskim w 1816, gdy wyodrębniono terytorium Wolnego Miasta Krakowa i ukształtowały się nowe granice pomiędzy Austrią i Rosją.
Diecezja została powołana w 1821 przez papieża Piusa VII. Powstała z części diecezji krakowskiej, która znajdowała się na prawym brzegu Wisły. Kościołem katedralnym ustanowiono pobenedyktyński kościół św. Piotra i św. Pawła w Tyńcu, a biskupem mianowano benedyktyna, Grzegorza Zieglera.
Diecezja tyniecka obejmowała teren 4 cyrkułów: bocheńskiego, myślenickiego, nowosądeckiego i tarnowskiego, o łącznej powierzchni 14.117 km². W jego skład wchodziło 18 dekanatów i 278 parafii.
Kilka lat po utworzeniu diecezji biskup Ziegler opuścił Tyniec i rozpoczął starania o przeniesienie stolicy biskupstwa do Bochni lub Tarnowa. W 1826 siedziba biskupstwa została przeniesiona do Tarnowa. W miejsce diecezji tynieckiej utworzono diecezję tarnowską.